# Neohelota candezei
Neohelota candezei is een keversoort uit de familie Helotidae. De wetenschappelijke naam van de soort is voor het eerst geldig gepubliceerd in 1898 door Coenraad Ritsema.